# Waibel (Familienname)
Waibel ist ein deutscher Familienname.

## Varianten
- Waibl, Webel, Weibel

## Namensträger
- Alexander Waibel (* 1956), deutscher Informatiker
- Alfred Waibel (* 1957), deutscher Motorradrennfahrer
- Ambros Waibel (* 1968), deutscher Schriftsteller
- Anton Waibel (1889–1969), deutscher kommunistischer Revolutionär
- August Waibel (1876–1937), österreichischer Politiker (CSP)
- Bernhard Waibel (1617–1699), deutscher Benediktinerpater
- Carlo Waibel (* 1990), deutscher Musiker, siehe Cro (Rapper)
- Cornelia Waibel (* 20. Jahrhundert), deutsche Synchronsprecherin
- Christoph Waibel (* 1965), österreichischer Politiker (FPÖ)
- Eva Maria Waibel (* 1953), österreichische Landesrätin im Bundesland Vorarlberg
- Gerhard Waibel (Konstrukteur) (* 1938), deutscher Konstrukteur von Segelflugzeugen
- Gerhard Waibel (Rennfahrer) (* 1958), deutscher Motorradrennfahrer
- Harry Waibel (* 1946), deutscher Historiker und Sozialforscher
- Hermann Waibel (Unternehmer) (1881–1945), deutscher Unternehmer, Vorstandsmitglied und Ostasienexperte der I.G. Farben
- Hermann Waibel (1925–2024), deutscher Künstler
- Hubert Waibel (1922–2014), österreichischer Politiker
- Johann Georg Waibel (1828–1908), österreichischer Politiker
- Leo Waibel (1888–1951), deutscher Geograf
- Matthias Waibel († 1525), katholischer Priester, Prediger der Reformation und Märtyrer
- Max Waibel (Offizier) (1901–1971), Schweizer Offizier
- Max Waibel (Grafiker) (1903–1979), deutscher Grafiker und Maler
- Max Waibel (Germanist) (1943–2023), Schweizer Germanist
- Michael Waibel (* 1980), österreichischer Rechtswissenschaftler und Universitätsprofessor
- Paul Waibel (1902–1994), österreichischer Politiker und Rechtsanwalt
- Reinhard Waibel (1920–2003), deutscher Reeder
- Sabine Waibel (* 1972), österreichische Schauspielerin und Sprecherin
- Sheileen Waibel (* 2001), österreichische Sportschützin
- Ulrich Waibel (* 1958), österreichischer Grafiker und Maler
- Wilhelm Waibel (1934–2024), Industriekaufmann und Heimatforscher in Singen (Hohentwiel)
- Wolfram Waibel senior (1947–2023), österreichischer Sportschütze
- Wolfram Waibel junior (* 1970), österreichischer Sportschütze
- Wunibald Waibel OSB (1600–1658), Abt der Reichsabtei Ochsenhausen
- Egon Waibel (1927–2002), deutscher Unternehmer